# ورین خوتانان
ورین خوتانان (به ارمنی: Վերին Խոտանան) یک روستا در ارمنستان است که در استان سیونیک واقع شده‌است.  در  کیلومتری جنوب کاپان، مرکز استان سیونیک واقع شده است.

## خصوصیات
ورین خوتانان ۱۴٫۶۷ کیلومترمربع مساحت و ۱۹۹ نفر جمعیت دارد و در ارتفاع  متر بالاتر از سطح دریا قرار گرفته است.